# Bruno von François

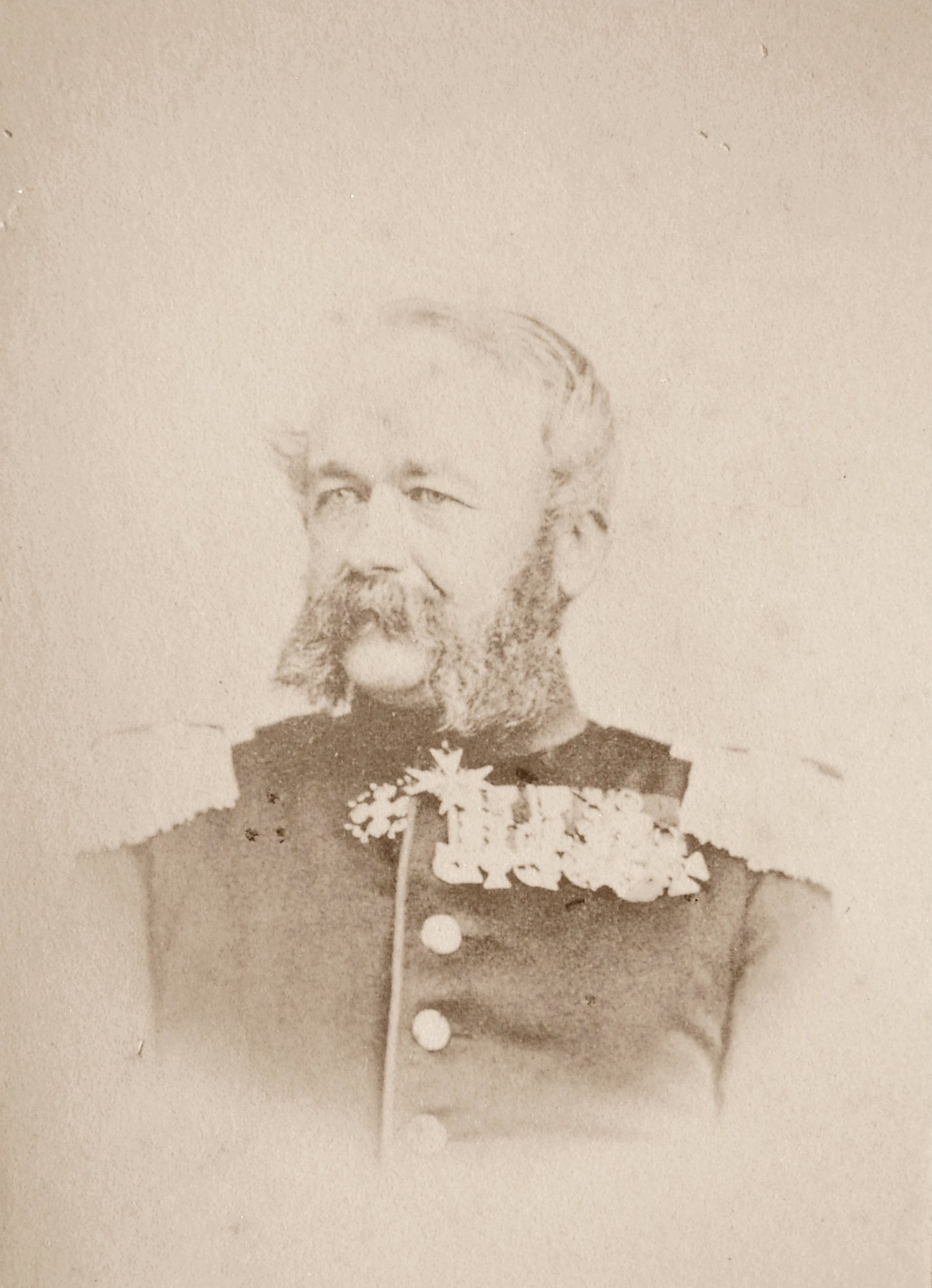
Bruno von François

Bruno von François (29 tháng 6 năm 1818 tại Magdeburg – 6 tháng 6 năm 1870 tại Spicheren) là một sĩ quan quân đội Phổ, được lên đến cấp hàm Thiếu tướng. Ông đã tham gia chiến đấu trong ba cuộc chiến tranh thống nhất nước Đức từ năm 1864 cho đến năm 1871. Vào ngày 6 tháng 6 năm 1870, ông tử trận tại trận Spicheren, một trong những trận đánh đầu tiên của cuộc Chiến tranh Pháp-Đức, khi đang trực tiếp chỉ huy quân sĩ đánh chiếm Đồi Đỏ (Rotheberg) do lính Chasseur của Pháp phòng vệ.

## Thân thế
Bruno von François sinh vào tháng 6 năm 1818, là con trai của viên tướng Phổ Karl von François, người đã chiến đấu về phía Nga chống lại quân Pháp của Napoléon Bonaparte trong cuộc Chiến tranh Giải phóng Đức (1813 – 1814). Nữ văn sĩ Louise von François là chị em họ của ông. Gia đình theo đạo Huguenot của ông có nguồn gốc từ một gia tộc cổ ở Phổ. Ngay từ thế kỷ 14, họ đã được ghi nhận là một dòng tộc sản sinh ra nhiều hiệp sĩ dũng cảm. Nơi phát tích của dòng họ này là Bugey, miền thôn quê cổ nằm về phía đông Bresse thuộc huyện Ain ở miền đông nước Pháp. Gia đình cũng mang tên hiệu là "François des Alimes", theo tên lâu đài tổ tông Alimes của mình. Với vai trò là chư hầu, các hậu duệ của gia đình đã đóng một vai trò quan trọng trong các cuộc chiến tranh của Công quốc Savoie và san sẻ nhiều chiến thắng cũng như thất bại với các quận công xứ này. Về sau, một thành phần của gia tộc cũng hiện hữu tại vùng Normandie, nơi họ đổi tên họ thành „de Billy", „de la Motte", „de St.Nicolas" và „du Pommier".
Vào năm 1685, Triều đình Pháp ban bố Chiếu chỉ Nantes, một nhánh của gia tộc, đứng đầu là một ông Etienne de François, bị buộc phải rời bỏ nước Pháp vì đức tin Kháng Cách của mình. Họ tị nạn tại Tuyển hầu quốc Sachsen. Đến năm 1774, nhờ những công trạng của mình đối với Phổ, gia tộc đã được liệt vào hàng khanh tướng Phổ.

## Gia quyến
Vào năm 1847, tại Luxemburg, nơi ông đang đóng quân, ông thành hôn với bà Marie von Wentzel, xuất thân từ Koblenz. Cặp đôi này đã sản sinh ba người con trai, và cả ba người đều theo đuổi sự nghiệp quân sự giống như cha mình: Curt von François (1852 – 1931) cũng tham gia chiến dịch tấn công Pháp, sau này trở thành một sĩ quan trong Lực lượng Bảo hộ (Schutztruppe) của Đức tại xứ thuộc địa Đông Phổ. Hugo von François (1861 – 1904), cũng là một sĩ quan ở Đông Phi thuộc Đức, đã tử trận vào năm 1904 khi tham gia trấn áp cuộc nổi dậy của người Herero. Hermann von François (1856 – 1933) là một tướng lĩnh nổi bật của Đức trong Chiến tranh thế giới thứ nhất, người đã góp phần tiêu diệt một tập đoàn quân Nga trong trận Tannenberg năm 1914.

## Sự nghiệp quân sự
Ông đã tham gia trấn áp cuộc nổi dậy của người Ba Lan và cuộc Chiến tranh Đức-Đan Mạch năm 1864. Vào năm 1864, ông tham chiến trong cuộc Chiến tranh Bảy tuần chống Áo. Trong trận đánh quyết định ở Königgrätz-Sadowa vào ngày 3 tháng 7 năm 1866, ông đã thể hiện tinh thần chiến đấu mãnh liệt trong cuộc giao tranh ở rừng Svip, một trong những giai đoạn đẫm máu nhất của trận chiến. François bị thương trong trận đánh này và được trao tặng Huân chương Thập tự Xanh cao quý nhất của Phổ vì cống hiến của mình. Vào ngày 26 tháng 7 năm 1870, từ là một đại tá trong Trung đoàn số 58, ông được thăng quân hàm Thiếu tướng và được bổ nhiệm làm Chỉ huy trưởng Lữ đoàn Bộ binh số 27 (với một nửa số binh lính trong đơn vị người Phổ và nửa còn lại là người Hannover), một thành phần thuộc Sư đoàn số 14. Vài ngày sau khi được thụ phong Thiếu tướng, ông kéo đơn vị của mình ra mặt trận để tham chiến trong cuộc Chiến tranh Pháp-Đức (1870 – 1871).

## Trận vong ở Spicheren
Trong trận Spicheren vào ngày 6 tháng 6 năm 1870, tư lệnh sư đoàn của ông là tướng Georg von Kameke phái von François thúc quân tấn công các vị trí phòng ngự của quân Pháp. Với Trung đoàn Bắn súng hỏa mai số 39 Hạ Rhein và Trung đoàn Bộ binh số 74 Hannover trong tay mình, ông dàn 4 tiểu đoàn của mình dọc theo trận tuyến dài 5 km và đặt hai tiểu đoàn trừ bị.
Quân cánh phải của ông kéo tới tuyến đường sắt Forbach, dọc theo bìa rừng Stiringwald, để truy tìm quân cánh trái của Pháp. Cách đó vài ngàn bước về hướng đông, quân cánh trái của ông thâm nhập các khu rừng dưới đáy Đồi Đỏ (Rote Berg). Trong khi lữ đoàn nửa Phổ, nửa Hannover dưới quyền François tiến lảo đảo về phía trước theo các đội hình cấp đại đội, họ vấp phải hỏa lực pháo binh ác liệt, trái ngược với niềm tin của Kameke rằng ông đang đối mặt với đội hậu binh của Pháp. Tiến dọc theo nền đường đắp cao của tuyến hỏa xa Forbach, lính Hannover vượt qua màn đạn pháo chỉ để chạm trán với toàn bộ một lữ đoàn Pháp. Hàng trăm quân Hannover bị súng trường nạp hậu tối tân Chassepot của Pháp đốn ngã. Trong khi đó, tình hình của bất lợi không kém cho cánh trái của François: hai tiểu đoàn Phổ được lệnh tiến đánh Đồi Đỏ đánh bật các tốp lính kỳ binh Pháp, nhưng đã rơi vào làn đạn Chassepot kết hợp với súng máy của Pháp khi họ tràn vào trong các khu rừng phía dưới ngọn đồi. Vốn đã ẩn nấp trong rừng, Trung đoàn Chasseur số 10, nhanh chóng nã đạn vào các đội hình tấn công vụng về của Phổ và đốn quỵ từng lớp quân Phổ đang hoảng loạn. Đến 1 giờ chiều, cuộc tấn công của Kameke đã bị chặn lại. Xác lính Phổ nằm la liệt ở từng Gifert và Stiring-Wendel dưới chân các cao điểm Spicheren. Trước tình hình đó, François một lần nữa chứng tỏ lòng can đảm của mình khi ông tập trung 5 đại đội trừ bị còn lại của ông và trực tiếp chỉ đạo họ đánh rừng Gilfert. Các đại đội này, phần lớn là lính Hannover trong Trung đoàn số 74, đã tràn ngập phần lớn con đường xuyên rừng, tiếp cận được đáy Đồi Đỏ và chiếm được một vị trí giữa các khe đồi, nhưng bị đại bác và súng trường của địch chặn đứng trên sườn dốc màu hơi đo đỏ và giàu quặng sắt của Đồi Đỏ. Chỉ có, pháo binh của sư đoàn Kameke, giờ đây quy tụ về phía sau bộ binh với số lượng lớn, đã cứu quân của François khỏi nguy cơ bị quét sạch. Thực tế, cho thấy rằng những khẩu đại bác uy lực của Phổ đã gây cho người Pháp ấn tượng nhiều nhất. Những "khối pháo binh" của Phổ oanh tạc dồn dập, khiến cho quân Pháp chết và bị thương nằm ngổn ngang khắp các chiến hào của họ đồng thời ngăn chặn quân Pháp giáng trả.

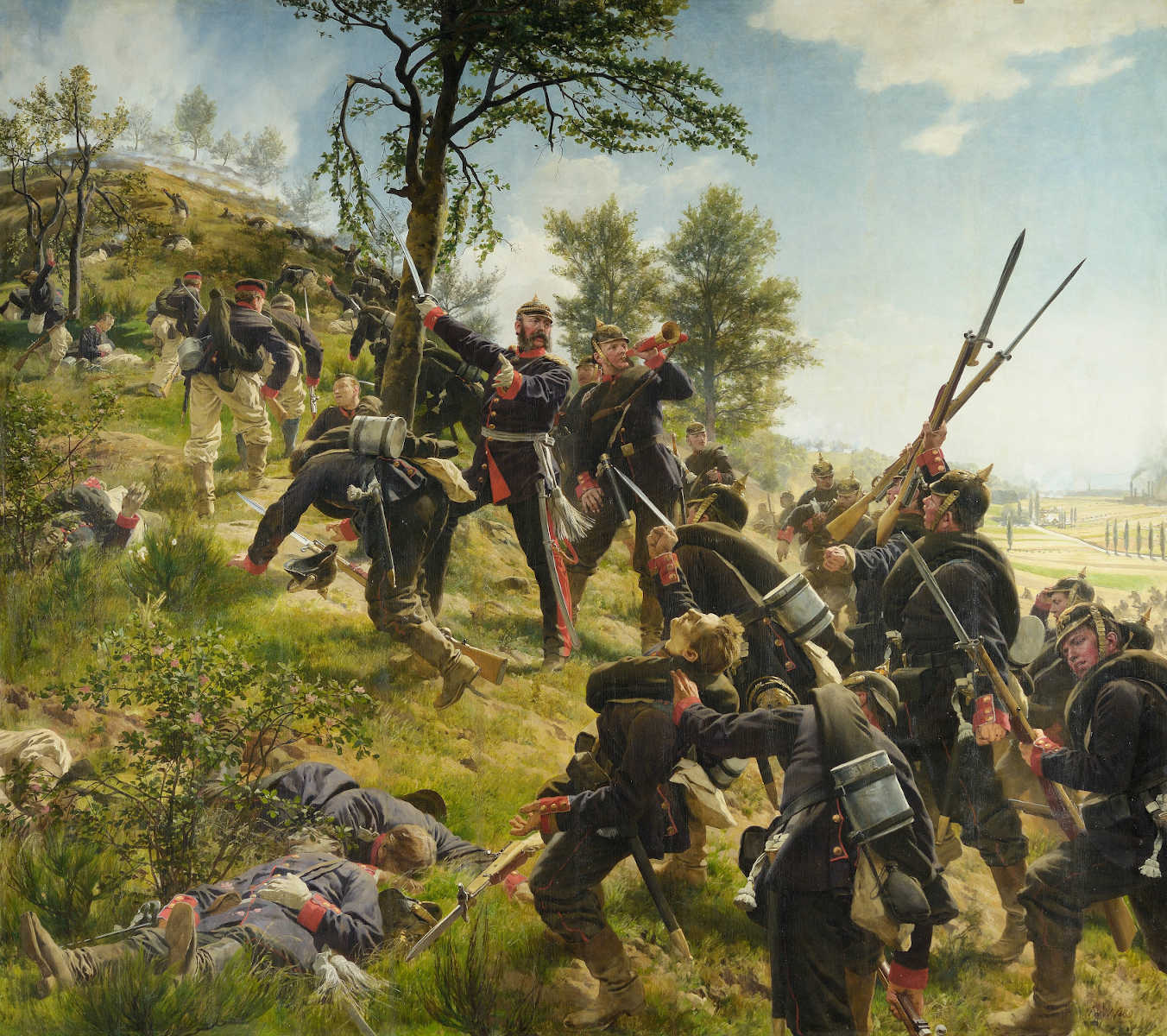
Anton von Werner, „Đột chiếm các cao điểm Spicheren"

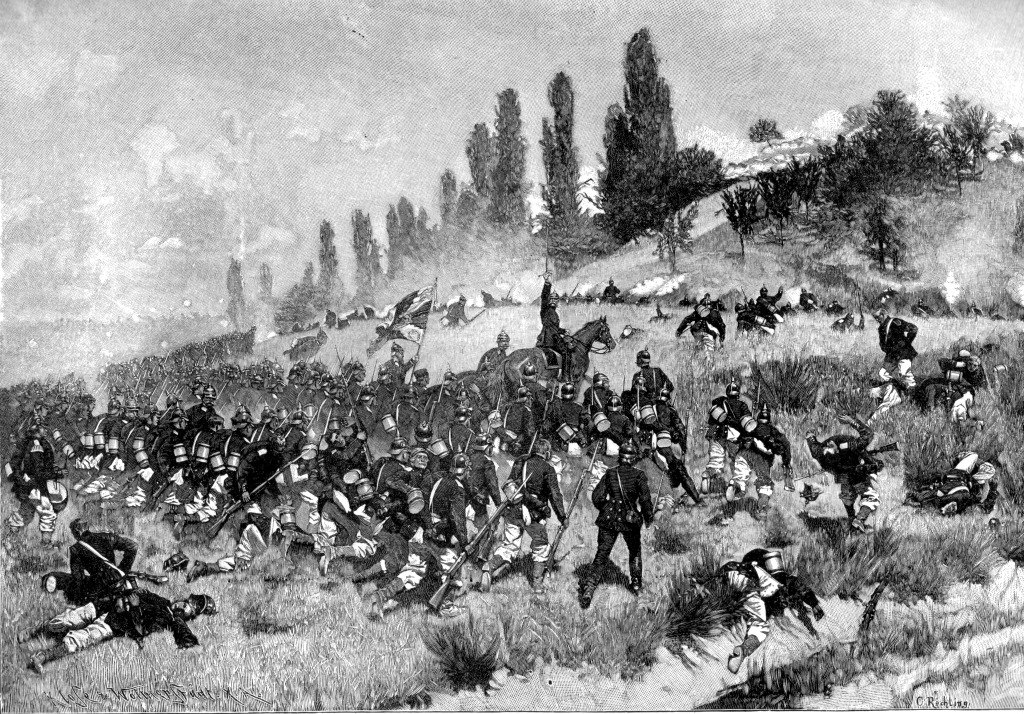
Bộ binh Phổ tiến chiếm Đồi Đỏ.

Đến lúc này, François đành phải ngưng tấn công. Ông bám trụ vào những góc chiến tuyến của địch và chờ đợi viện binh. Trong khi đó, mọi cuộc phản công nhằm vào các đại đội co cụm của François đều bị pháo binh Phổ thổi bay. Các đội hình pháo binh dồi dào của Pháp đã dời xuống cao điểm để thu ngắn tầm đạn của mình và vô hiệu hóa lợi thế của đại bác hiệu Krupp, nhưng bị pháo lực của Kameke bắn trả liên tục và làm câm họng. Đến giữa chiều, tướng Wilhelm von Woyna điều Lữ đoàn số 28 của ông đến ứng chiến. Lữ đoàn của Woyna giải tỏa cho cả hai cánh quân của François và bắn xối xả vào một lữ đoàn Pháp. Nhờ sự tiếp viện của Woyna, trận đánh Spicheren được hồi sinh. Không lâu trước 3 giờ, khi Chỉ huy trưởng Von Kameke hạ lệnh tấn công Đồi Đỏ, tướng Von François, không hề chần chừ, vung gươm thôi thúc các đại đội 9, 10, 11 và 12 thuộc Tiểu đoàn Bắn súng trường của Trung đoàn 74 leo lên Đồi Đỏ. Lính Phổ tràn khắp từ mỏm đá này đến mỏm đá khác, rồi nhào lên đỉnh đồi, gây cho lính Chasseur của Pháp choáng ngợp. Quân Phổ chỉ gặp phải sự kháng cự nhỏ và súng trường, lưỡi lê của họ đã đánh bật quân Pháp ra khỏi các chiến hào tiền tiêu. Đại đội 9 (Trung đoàn 39), đơn vị đã trèo lên đồi từ bên trái, truy sát quân địch, trong khi đó, quân Pháp sau khi bị đẩy lui đã rút về tuyến thứ hai và bắn trả hết sức dữ dội. Chỉ trong vòng vài phút, François, khi đang tiến công mãnh liệt cùng với đại đội này, đã bị trúng đạn dưới cánh tay phải đang dơ cao của ông và ngã xuống. Ông lại trúng thêm 4 viên đạn nữa và mất. Ông được cho là đã nói những lời cuối cùng như sau: „Thật vinh quang để chết nơi xa trường. Tôi hạnh phúc từ giã đời mình, vì tôi nhìn thấy cuộc chiến đấu đang xoay chuyển thuận lợi.". Dù sao thì ông cũng đã kịp nhìn thấy Tiểu đoàn Bắn súng trường và Đại đội 9 giành được một mũi núi hẹp và giữ chặt vị trí này. Cùng với vị chủ tướng của mình, rất nhiều quân Phổ đã tử trận trong cuộc đánh chiếm Đồi Đỏ.
Ngày nay, địa điểm hy sinh của ông, nơi có một tấm bia tưởng niệm được rào chắn, nằm rất gần Đài Kỷ niệm của Trung đoàn Bộ binh số 75 (số 1 Hannover). Mộ phần của ông nằm trong Nghĩa trang Vinh danh (Ehrenfriedhof) tại Vườn Đức-Pháp ở Saarbrücken.

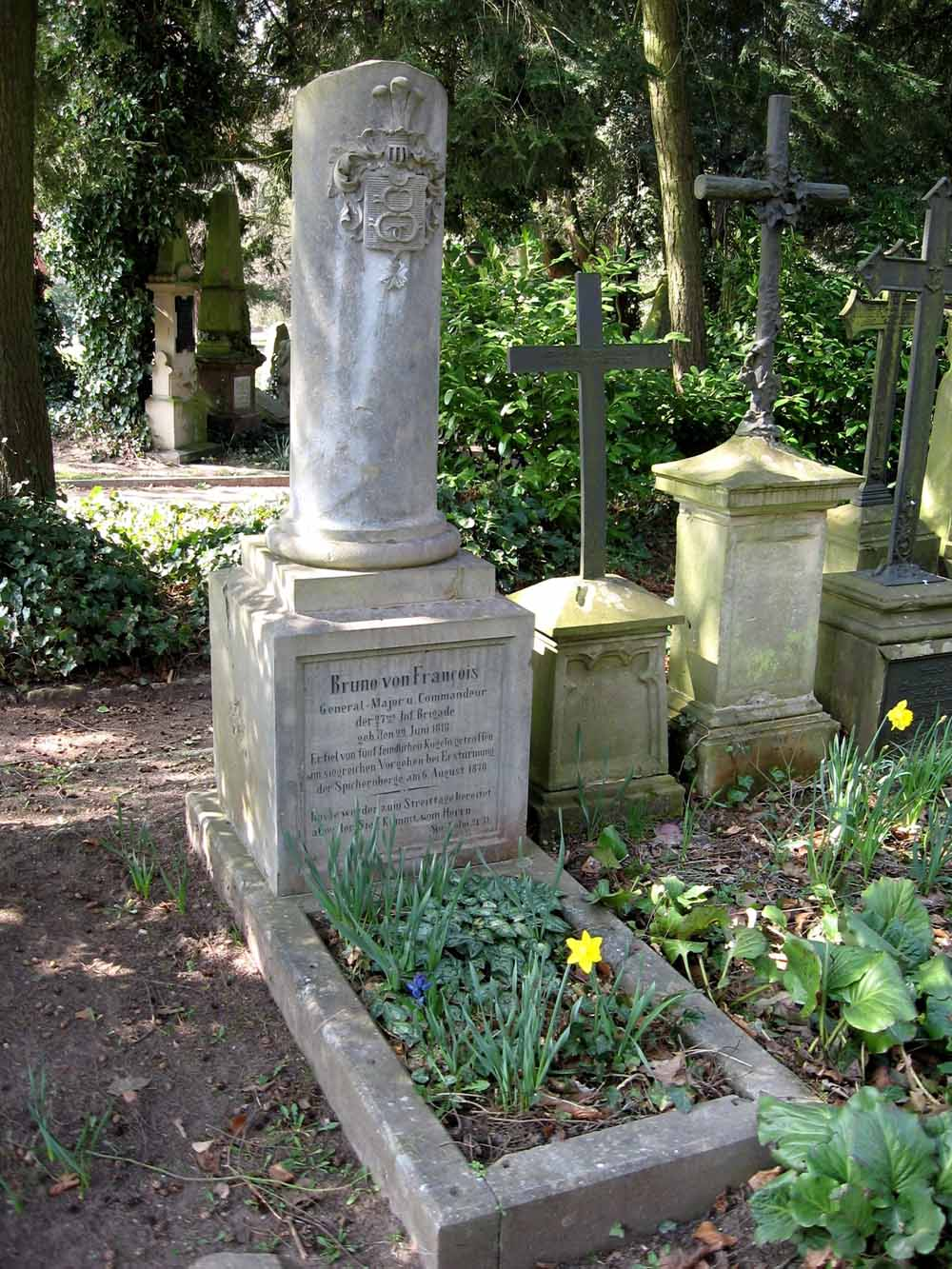
Mộ phần Bruno von François tại Vườn Pháp-Đức ở Saarbrücken
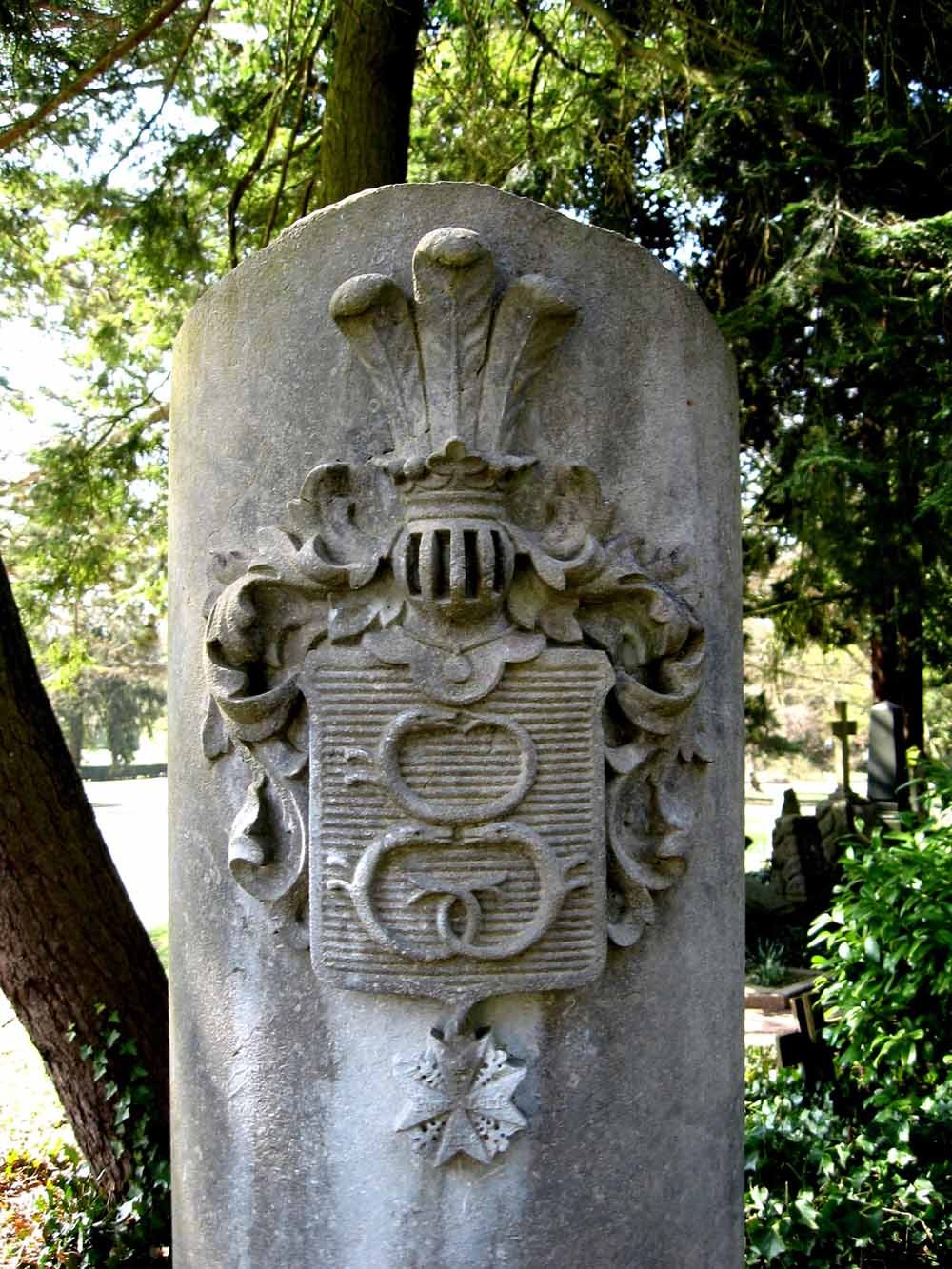
Gia huy của Bruno von François trên mộ ông
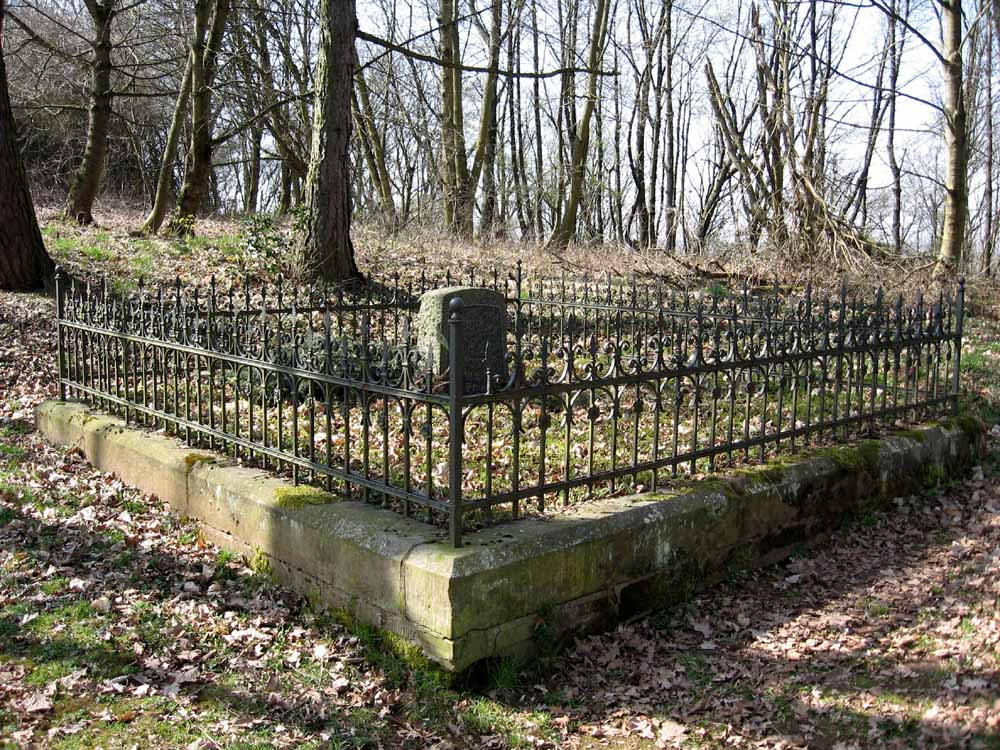
Địa điểm hy sinh trên Đồi Đỏ ở Spicheren

Mộ chí của ông có đề: „Ông ngã xuống do năm viên đạn của địch trong bước tiến thắng lợi của cuộc đánh chiếm các cao điểm Spicheren vào ngày 6 tháng 6 năm 1870. ngựa sắm sửa về ngày tranh chiến; Nhưng sự thắng trận thuộc về Đức Giê Hô Va (Châm Ngôn 21:31)". Trong các mô tả về cuộc Chiến tranh Pháp-Đức, hành động của ông trong trận chiến Spicheren  thường được khắc họa như một chiến công anh hùng và sự hy sinh của ông là một cái chết anh hùng. Khi viết về cuộc tiến chiếm Đồi Đỏ của ông, A. Niemann đã ca ngợi trong cuốn sách của mình về diễn biến quân sự của cuộc Chiến tranh Pháp-Đức: "Trên cánh trái, Lữ đoàn Bộ binh số 27, chỉ huy bởi tướng Von François, đã làm nên một chiến tích không thể so sánh được, giữa những tổn thất nặng nề nhất.". Một tác phẩm hội họa lớn do Anton Werner thực hiện vào năm 1880, cho thấy François, đứng bên cạnh người lính kèn, điều động binh lính đánh chiếm Đồi Đỏ.